# الیاف مصنوعی

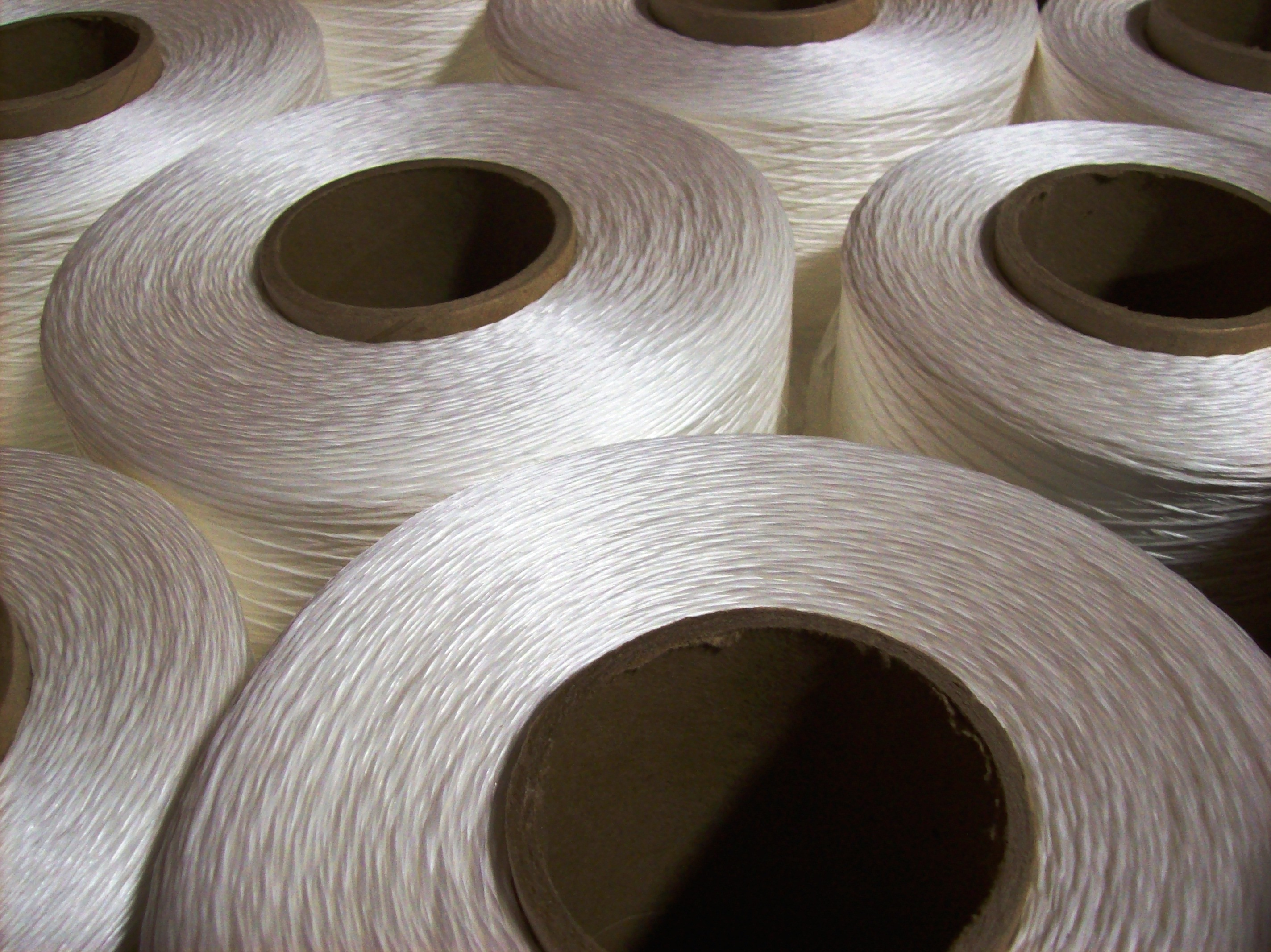
الیاف مصنوعی

اَلیاف مصنوعی به گروهی از الیاف نساجی گفته می‌شود که توسط روش‌های خاص تولیدی و به صورت مصنوعی تولید می‌شوند و به‌طور معمول در طبیعت وجود ندارند ولی ممکن است ریشه طبیعی داشته باشند.
اولین الیاف مصنوعی الیاف زیر شناخته می‌شوند:
1. الیاف سلولز
2. الیاف استات سلولز
3. الیاف ویسکوز
4. الیاف اکریلیک
5. الیاف پلی پروپیلن
6. الیاف پلی‌آمید (نایلون)
7. الیاف پلی استر
8. پلی‌وینیل الکل
9. پلی اتیلن

## الیاف مصنوعی
الیاف مصنوعی را بر اساس ماده‌اولیه آن‌ها به دو دستهٔ کلی تقسیم می‌کنند:
- الف) الیاف مصنوعی بازیافته:

جهت تهیه آن‌ها از پلیمرهای طبیعی مانند سلولز و پروتئین به عنوان ماده اولیه استفاده می‌شود.
ویسکوز ریون (Viscose Rayon)، کوپر آمونیوم ریون (Cuprinonium Rayon)، استات سلولز (Cellulose Acetate) را می‌توان به عنوان الیاف مصنوعی بازیافتی نام برد.
- ب) الیاف مصنوعی س‍نتتیک: از مونومرهای مناسب برای تهیه پلیمر استفاده شده و پلیمرهای حاصل با ویژگی‌های معین برای تهیه الیاف سنتتیک به کار گرفته می‌شود.

## الیاف مصنوعی سنتتیک
ماده اولیه الیاف مصنوعی سنتتیک از پلیمریزاسیون مونومرهای مناسب به‌دست می‌آید و پلیمرها از لحاظ فعل و انفعالات شیمیایی به دو گروه تقسیم می‌گردد.
1. پلیمرهای افزایشی
2. پلیمرهای تراکمی یا کندانسه‌ای

### پلیمرهای افزایشی (Addition Polymers)
پلیمرهای افزایشی در اثر ترکیب مونومرهای ساده با یکدیگر و بدون از دست دادن هیچ مولکولی از خود به دست می‌آیند. مونومرهای به کار رفته حاوی گروه‌های متیلن و باند دوگانه هستند.
رادیکال‌های فعال شیمیایی حاصل از کاتالیزورها یا فتوشیمیایی حاصل از اشعه‌های مختلف (مانند اشعه گاما) در محیط مناسب به ترکیبات اتیلنی اثر کرده و با تبدیل اتصال دوگانه آن‌ها به اتصال ساده، یعنی فعال کردن منومرها، سبب ترکیب آن‌ها با یکدیگر شده و زنجیره بلند پلیمر به‌دست می‌آید.
مهم‌ترین مونومرهایی که دارای پیوند دوگانه بوده و توانایی تشکیل چنین ترکیبی را دارند، عبارتند از: اتیلن Ethylene، اکریلونیتریل Acrylonitrile یا وینیل سیانید Vinyl Cyanide، وینیل استات Vinyl Acetate، متیل متاکریلات Methyl Methacrylate
در هر پلیمریزاسیون افزایشی به منظور تشکیل زنجیر بلند پلیمر، پس از تشکیل رادیکال فعال شیمیایی یا فتوشیمیایی، سه مرحله اساسی زیر روی منومرها انجام می‌گیرد.
1. آغاز فعل و انفعالات در اثر فعال شدن مونومر Initation
2. پیشروی فعل و انفعالات Propagation
3. پایان فعل و انفعالات Termination

پلیمر افزایشی را می‌توان با یکی از روش‌های پلیمریزاسیون زیر تهیه کرد:
- الف)Bulk Polymerization: این روش آسانترین روش پلیمریزاسیون افزایشی می‌باشد. در این روش کاتالیزور مناسب را به محلول خالص از مونومر اضافه می‌کنند و آن را در یک راکتور که درجه حرارت عملیات، قابل کنترل می‌باشد، بهم می‌زنند و به تدریج که فعل و انفعالات ادامه پیدا می‌کند، غلظت محلول در اثر پلیمریزاسیون، منومرها افزایش پیدا می‌کند، در صورتی‌که تمام منومرها تبدیل به پلیمر شوند یک جسم جامد حاصل خواهد شد.
- ب)Solution Polymerization: در این روش مونومر و کاتالیزور را در یک حلال بی‌اثر حل کرده و عمل پلیمریزاسیون در همان حلال انجام می‌گیرد و پلیمر حاصل به صورت محلول در حلال تهیه می‌شود. در صورتی‌که محلول پلیمر حاصل را بتوان مستقیماً جهت عملیات ریسیدن الیاف بکار برد، یک روش مناسب و مقرون به صرفه خواهد بود، ولی در صورتی‌که لازم باشد می‌توان پلیمر تشکیل شده را از حلال آن جدا کرده و آن را بعداً به صورت‌های مناسب دیگر جهت ریسیدن الیاف استفاده کرد. در این صورت آثاری از حلال اول در پلیمر باقی خواهد ماند و همچنین بازیابی این حلال احتیاج به سرمایه‌گذاری دوباره خواهد داشت.
- پ) Emulsion Polymerization: در این روش آب به عنوان ماده واسطه مصرف شده و مونومر را به وسیلهٔ ماده امولسیون‌کننده به صورت امولسیون در آب درمی‌آورند، و سپس با اضافه کردن کاتالیزور مناسب به این امولسیون عمل پلیمریزاسیون را آغاز می‌کنند.

پلیمر تشکیل شده از محیط عمل رسوب می‌کند.
- ت) Suspansion Polymerization: در این روش مونومر و کاتالیزور را به یک ماده واسطه که معمولاً آب می‌باشد اضافه می‍کنند و آن‌ها را در اثر بهم زدن همراه با مواد تثبیت‌کننده مانند نشاسته به صورت معلق نگه می‌دارند. وقتی عمل پلیمریزاسیون انجام می‌گیرد، ذرات پلیمر تشکیل شده به صورت روش پلیمریزاسیون بالک عمل می‌کند و عمل پلیمریزاسیون تکمیل شده و رسوب می‌شود.

### پلیمرهای تراکمی Conensation Polymers
پلیمرهای تراکمی به سه روش قابل تهیه‌اند:
1. از ترکیب یک یا چند مولکول مختلف با یکدیگر و حذف یک مولکول ساده به شکل آب، آمونیاک یا اسیدکلریدریک. مهم‌ترین آن‌ها شامل پلی‌آمید، پلی‌استر و فنل آلدئید
2. از ترکیب یک مولکول بسته با خودش، در اثر باز شدن اتصال حلقوی آن، بدون حذف مولکول اضافی
3. از ترکیب یک یا چند مولکول مختلف با یکدیگر بدون حذف مولکول اضافی

بنابراین پلیمریزاسیون تراکمی عبارتست از پلیمریزاسیونی که در آن فعل و انفعالی مداوم بین دو گروه فعال از مونومرها انجام گرفته و گروه جدیدی به صورت اتصال بین مولکولی ایجاد می‌گردد که دیگر خاصیت گروه‌های اولیه را ندارد.

## اختلاف پلیمرهای تراکمی با پلیمرهای افزایشی
پلیمرهای افزایشی در اثر تبدیل باند دوگانه مونومر و پیوند ساده و اضافه کردن مونومر به زنجیر فعال (بدون تولید هیچ‌گونه ترکیب اضافی) حاصل می‌شود و زنجیر اصلی پلیمر فقط دارای پیوندهای کربنی می‌باشد و گروه‌های فعال و پلار همواره در زنجیر جانبی قرار دارند و همواره از نوع پلیمرهای ترموپلاستیک می‌باشند و زمانیکه عمل پلیمریزاسیون شروع می‌شود باد تا تشکیل پلیمر نهایی عملیات ادامه پیدا کند و نمی‌توان فعل و انفعالات پلیمریزاسیون را متوقف ساخت و دوباره شروع کرد.
در پلیمرهای تراکمی فعل و انفعالات بین گروه‌های فعال موجود در انتهای منومرها و به صورت قدم به قدم، یعنی تشکیل دی‌مر-تری‌مر و بالاخره پلیمر انجام گرفته و در بعضی مواقع ترکیبات اضافی نیز تولید می‌شود و در ضمن گروه‍های فعال و پلار در داخل زنجیر خطی قرار دارند. در این روش امکان متوقف کردن عملیات پلیمریزاسیون، قبل از تکمیل و شروع مجدد آن وجود دارد؛ مثلاً می‌توان یک مرحله فقط دی‌مر یا تری‌مر تولید کرد و سپس این دی‌مر و با تری‌مرها را دوباره باهم ترکیب کرد، و عمل پلیمریزاسیون را تا درجه مورد لزوم ادامه داد.

### کوپلیمریزاسیون (همبسپارش)
هرگاه به محیط پلیمریزاسیون مونومرهای اصلی یک پلیمر، مونومرهای دیگری اضافه شود، به‌طوری‌که این مونومر یا مونومرهای اضافی بتوانند در عمل پلیمریزاسیون شرکت کنند و وارد زنجیر پلیمر گردند، در این صورت به جای یک پلیمر اصلی (Homopolymer) یک کوپلیمر به‌دست می‌آید. هرچند مونومر اضافه شده ممکن است توانایی پلیمریزاسیون مستقل را نیز داشته باشد.
با کو پلیمریزاسیون مونومرهای مناسب می‌توان پلیمرهایی که خواص مطلوب را دارند، به‌دست‌آورد.

## معرفی برخی الیاف مصنوعی بازیافتی

### ویسکوز ریون
از سلولز طبیعی مانند چوب، یا لینتر پنبه که حاوی ۸۷–۹۸ درصد آلفا-سلولز می‌باشد، به عنوان ماده اولیه استفاده می‌شود. پس از شستشو ماده اولیه با قلیایی جوشان و سفیدگری آن توسط سدیم هیپوکلریت محلول قابل ریسیدن آماده می‌شود.

### استات سلولز
تری‌استات و استات سلولز ثانوی، واحد گلوکز در سلولز حاوی ۳ گروه آزاد هیدروکسیل می‌باشد. می‌توان هر سه گروه را استیله کرده و سلولز را تبدیل به سلولز تری‌استات کرد.
به علت عدم وجود حلال مناسب در سطح تجاری در ابتدا تهیه تری‌استات سلولز و تولید آن جهت صنعت نساجی به صرفه نبود. تا اینکه با تهیه حلال دی‌کلرید متیلن در سطح تجاری، این محدودیت برطرف گردید.